# Raul Lange
Raul Lange (geboren im 19. Jahrhundert; gestorben nach 1932) war ein deutscher Theaterschauspieler aus dem Kreis um Max Reinhardt.

## Leben
In der Nachkriegszeit war er am Deutschen Theater in Berlin engagiert und wirkte von 1919 bis 1923 in der Max-Reinhardt-Inszenierung von Jaákobs Traum. Dort spielte er auch 1924 in Aischylos’ Gefesseltem Prometheus und 1925 den Flammberg in der Eugen-Klöpfer-Inszenierung des Käthchen von Heilbronn. In den Kammerspielen war er 1919 in Carl Rösslers Komödie Der pathetische Hut besetzt.
„Römisch-heroenhaft, heldisch-schön und fremd war Raul Lange (Pontius Pilatus),“ beschreibt Joseph Roth 1921 die Rollengestaltung Langes in der Passion von Arnoul Greban am Großen Schauspielhaus in Berlin. Im selben Theater trat er 1926 – neben Marlene Dietrich und Claire Waldoff – als Zauberer in Erik Charells Revueoperette Die Schöpfungsgeschichte auf.
Im Jahr 1922 ist ein Auftritt in einer Clavigo-Aufführung – an der Seite von Helene und Hermann Thimig – in der Wiener Hofburg verbürgt, 1928 spielte er in einer Fritz-Holl-Inszenierung von Orpheus in der Unterwelt am Berliner Theater am Bülowplatz.
Max Reinhardt verpflichtete den Schauspieler auch für seine Jedermann-Inszenierung bei den Salzburger Festspielen: Von 1920 bis 1937 war Lange dort in verschiedenen Rollen zu sehen, zuerst als Stimme des Herrn, dann auch als Mammon, schließlich als der Tod, am 28. August 1932 durfte er auch den Jedermann mimen und hält mit diesem Auftritt bisher den Rekord für den am Kürzesten aufgetretenen Jedermann.

## Theaterrollen (Auswahl)
- 1930: Stefan Zweig: Das Lamm des Armen (Städtische Bühnen Hannover), mit: Theodor Becker,  Carola Wagner und Hugo Rudolph.